# Pristimantis aaptus
Pristimantis aaptus är en groddjursart som först beskrevs av Lynch och Lescure 1980.  Pristimantis aaptus ingår i släktet Pristimantis och familjen Strabomantidae. IUCN kategoriserar arten globalt som livskraftig. Inga underarter finns listade i Catalogue of Life.